# Hans Vinjarengen
Hans Vinjarengen   (Nordre Land, 20 d'agost de 1905 - Oslo, 1 de febrer de 1984) va ser un esquiador noruec, especialista en combinada nòrdica, que va competir durant les dècades de 1920 i 1930.
El 1928 va prendre part en els Jocs Olímpics de Sankt Moritz, on guanyà la medalla de plata en la prova de la combinada nòrdica. Quatre anys més tard, als Jocs de Lake Placid, guanyà la medalla de bronze en la mateixa prova.
En el seu palmarès també destaquen quatre medalles al Campionat del Món d'esquí nòrdic. Dues d'or el 1929 i 1930, i dues de bronze, el 1934 i 1938.
Per tots aquests èxits va ser recompensat el 1931, juntament amb el seu compatriota Ole Stenen, amb la medalla Holmenkollen.